# Babacar Diamé
Babacar Diamé est un homme politique sénégalais, maire de la commune de Foundiougne de 2009 à 2022 et député de la nation de 2012 à 2017. 

## Biographie
Expert-comptable, Diamé est un ancien de l'Institut des techniques économiques et comptables (Intec) de Paris. Dès son retour au pays, il intègre la Loterie nationale sénégalaise en qualité de directeur financier et comptable et le contrôleur de gestion pendant 9 ans. 
De 2002 à 2006 dans la région de Fatick, il occupe respectivement le poste de conseiller municipal, président des commissions des finances de Foundiougne et vice-président de l'Agence régionale de développement.
Babacar Diamé est un homme politique sénégalais, originaire de la localité de Fatick, à l'ouest du Sénégal et située entre M'bour et Kaolack. Il membre de l’Alliance pour la République, parti politique sénégalais fondé par Macky Sall à la suite de son départ du Parti démocratique sénégalais (PDS) de Abdoulaye Wade. 
Babacar Diamé, élu maire pour la première fois en 2009 à la tête de la commune de Foundiougne, il succédera à lui-même suite aux élections municipales de 2014 sous les couleurs de Benno Bokk Yaakaar,.
De 2012 à 2017, Babacar Diamé est député de la la 12ème législature de l'Assemblée nationale du Sénégal dans la commune de Foundiougne. Durant son séjour à ladite assemblée, il va occuper le poste de président de la commission de l’économie générale, des finances, du plan et de la coopération,.